# تشرلتون باي بكفرد (تشيشير)
تشرلتون باي بكفرد (بالإنجليزية: Chorlton-by-Backford)‏ هي قرية و أبرشية مدنية تقع في المملكة المتحدة في إنجلترا. يقدر عدد سكانها بـ 80 نسمة .